# Sarrancolin
Sarrancolin ist eine französische Gemeinde mit 550 Einwohnern (Stand: 1. Januar 2022) im Département Département Hautes-Pyrénées in der Region Okzitanien. Sie gehört zum Arrondissement Bagnères-de-Bigorre und zum Kanton Neste, Aure et Louron.

## Geografie
Die Gemeinde liegt in den Pyrenäen am Fluss Neste d’Aure und am parallel verlaufenden Bewässerungskanal Canal de la Neste, der eine Vielzahl von Flüssen und Bächen am Plateau von Lannemezan speist, die im Sommer wenig Wasser führen. Im Osten des Gemeindegebietes verläuft das Flüsschen Nistos.
Nachbargemeinden sind Hèches im Norden, Nistos im Nordosten, Ferrère im Osten, Ardengost im Südosten, Beyrède-Jumet-Camous im Süden und im Westen und Ilhet im Südwesten.

## Bevölkerungsentwicklung
| Jahr      | 1962 | 1968 | 1975 | 1982 | 1990 | 1999 | 2008 | 2015 |
| --------- | ---- | ---- | ---- | ---- | ---- | ---- | ---- | ---- |
| Einwohner | 1013 | 1008 | 868  | 772  | 684  | 689  | 627  | 570  |

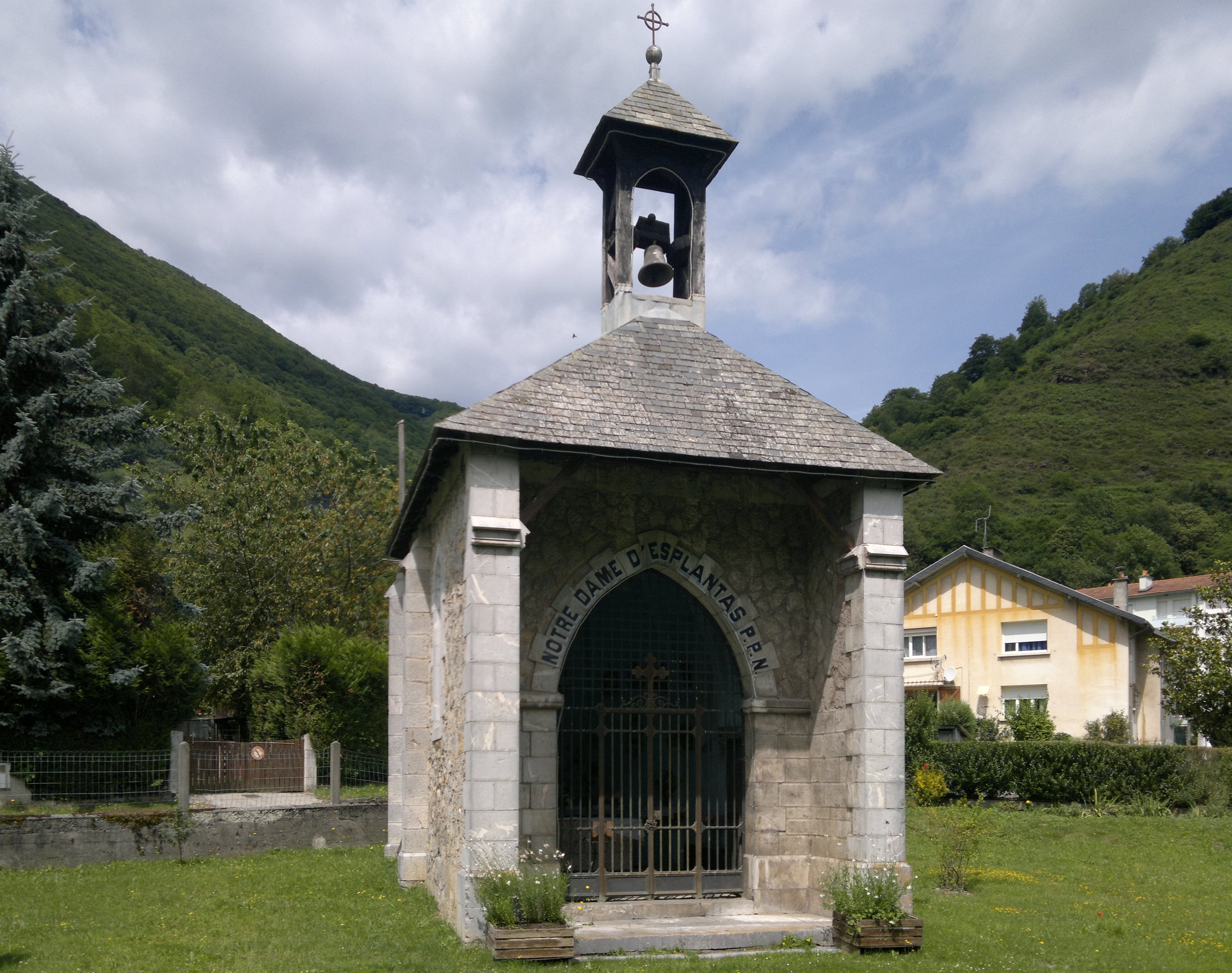
Kapelle Notre-Dame-d’Esplantas
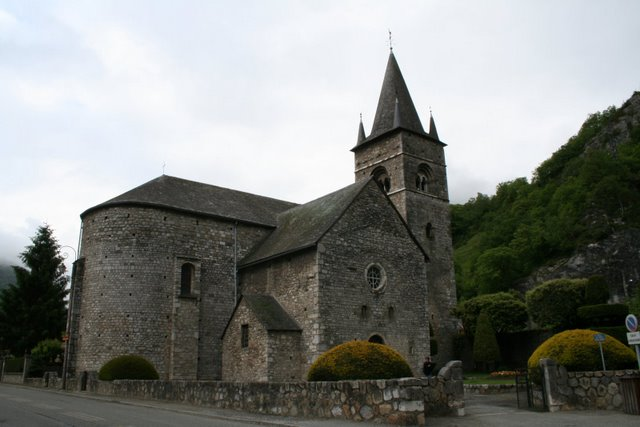
Kirche Saint-Pierre-Saint-Ebons, Monument historique seit 1903
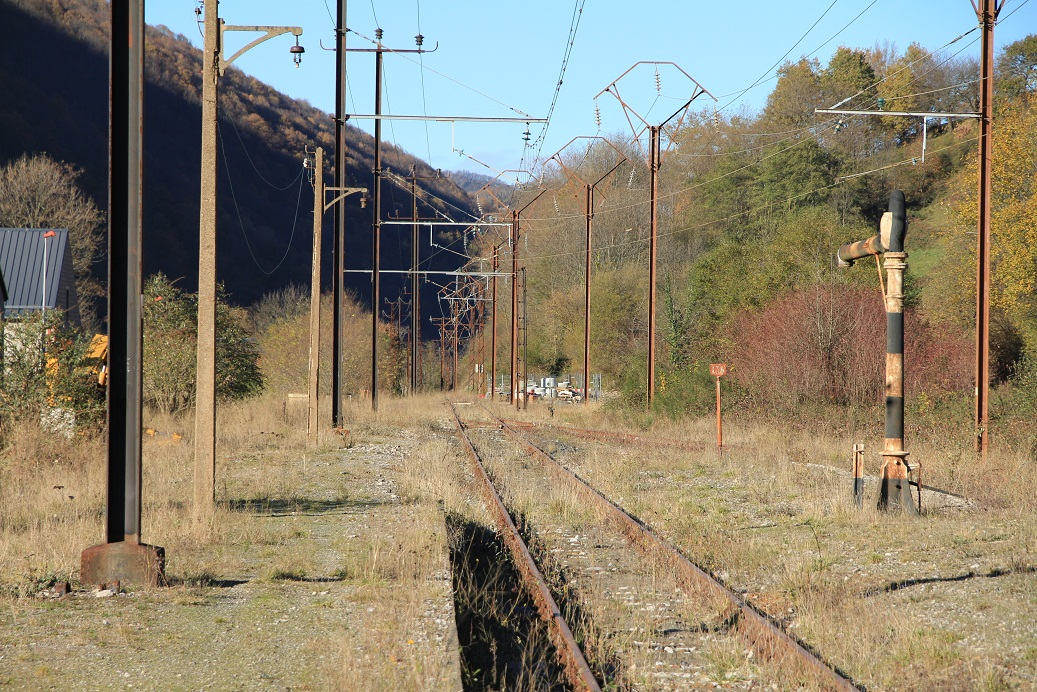
Gelände des ehemaligen Bahnhofs von Sarrancolin der Bahnstrecke Lannemezan–Arreau-Cadéac
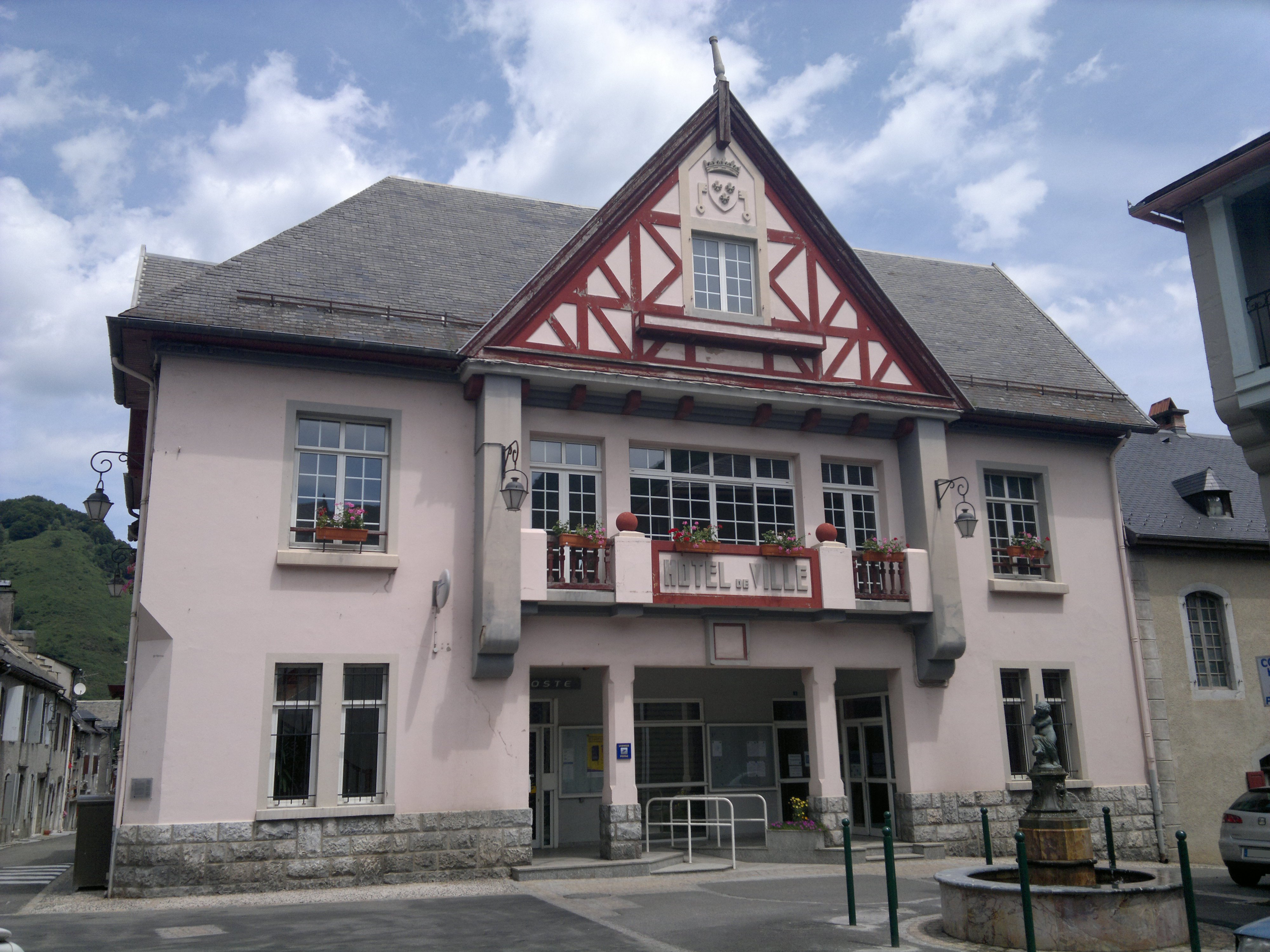
Mairie Sarrancolin
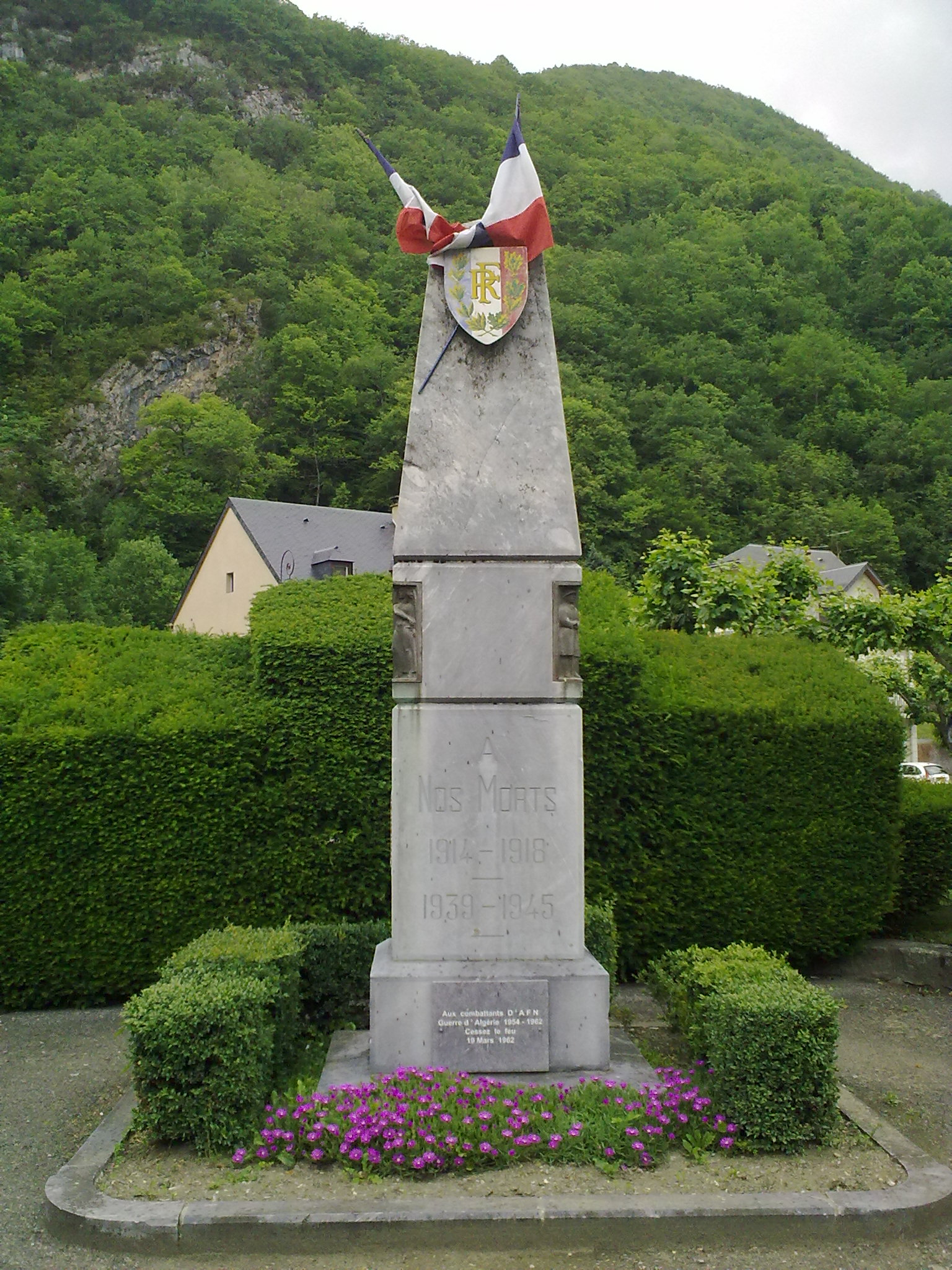
Gefallenendenkmal
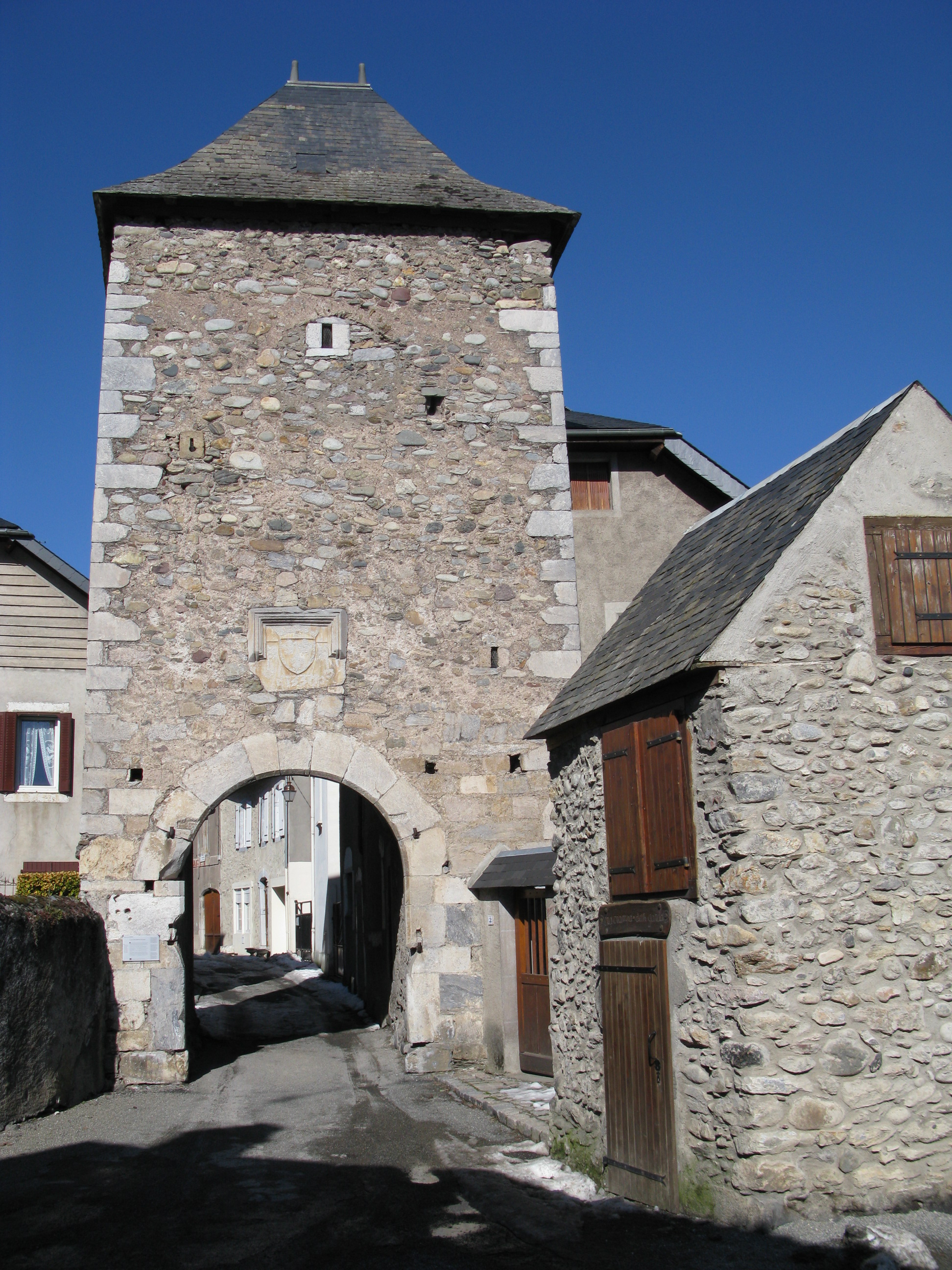
Ehemaliger Gefängnisturm
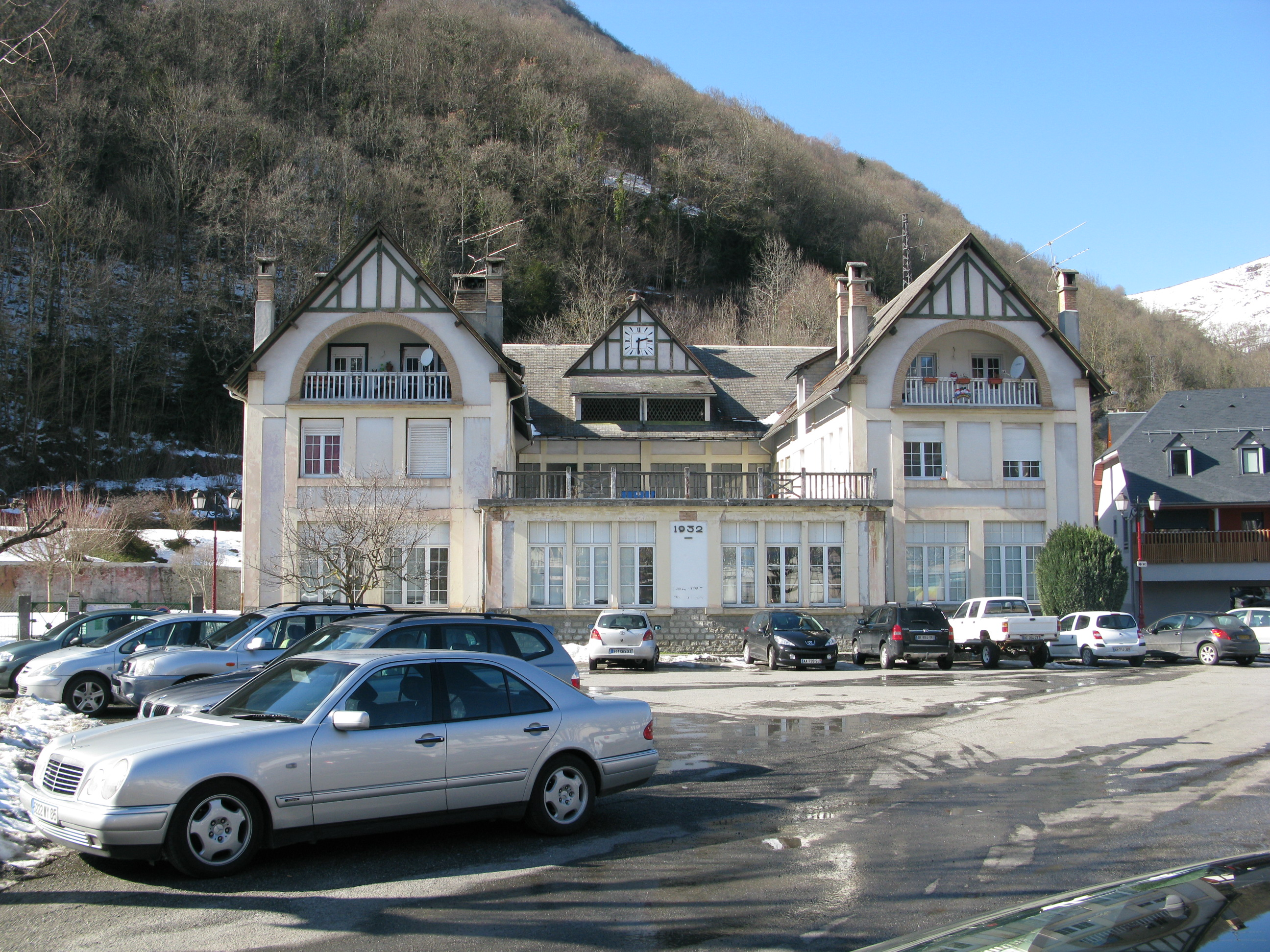
Schulhaus von Sarrancolin

## Persönlichkeiten
- Joseph-Bernard Abadie (1824–1876), Lithograf, Drucker und Hersteller von Zigarettenpapier